# Termisk expansion
Termisk expansion eller värmeutvidgning är ökningen i storlek (längd, area, volym) hos en kropp som orsakas av en ökning av dess temperatur. Den motsatta effekten när temperaturen minskar kallas termisk kontraktion eller värmekrympning. Storleken på expansionen kan förenklat beskrivas med en längdutvidgningskoefficient.

## Ekvationer
Den termiska expansionen för fasta kroppar beror bland annat på kristallstruktur och bindningsförhållanden, och kan variera beroende på tryck och temperatur. I allmänhet kan expansionen dock med tillräcklig noggrannhet beskrivas med ett linjärt samband med en längdutvidgningskoefficient. Exempel på utvidgning för olika material finns i artikeln ”Utvidgningskoefficient”.
Vid stora temperaturförändringar och förändringar i kristallstrukturen kan expansionen avvika från det linjära sambandet, så att mer komplicerade ekvationer behövs.

### Fasta ämnen

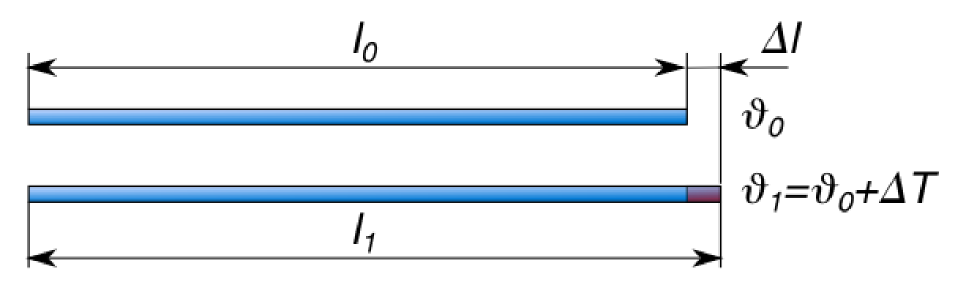
Linjär utvidgning.

| Längd | Area | Volym |
| --- | --- | --- |
| {\displaystyle {\begin{matrix}\Delta l&=&l_{0}\alpha \Delta T\\l_{1}&=&l_{0}(1+\alpha \Delta T)\end{matrix}}} | {\displaystyle {\begin{matrix}\Delta A&\approx &A_{0}2\alpha \Delta T\\A_{1}&=&A_{0}(1+\alpha \Delta T)^{2}\end{matrix}}} | {\displaystyle {\begin{matrix}\Delta V&\approx &V_{0}3\alpha \Delta T\\V_{1}&=&V_{0}(1+\alpha \Delta T)^{3}\end{matrix}}} |

### Vätskor
| {\displaystyle {\begin{matrix}\Delta V&=&V_{0}\gamma \Delta T\\V_{1}&=&V_{0}(1+\gamma \Delta T)\end{matrix}}} |

### Gaser
Även gaser utvidgas med stigande temperatur. För en ideal gas är volymutvidgningskoefficienten vid 0 °C:
{\displaystyle \gamma } = 1/273,15 K−1
Allmänt har tillståndsekvationen för tryck konstanten {\displaystyle V\propto T}, det vill säga {\displaystyle V_{2}=V_{1}\cdot T_{2}/T_{1}}, där T är absolut temperatur i Kelvin. Med andra ord är volymen är proportionell mot ökningen av den absoluta temperaturen. Om till exempel temperaturen ökar från 0 °C till 273.15 °C så ökar den absoluta temperaturen från 273.15 till 546.3 K - en fördubbling - vilket ger en fördubbling av volymen om trycket är oförändrat.

### Formelsamling
| {\displaystyle l}, {\displaystyle l_{0}}, {\displaystyle l_{1}}, {\displaystyle \Delta l} | Längd, utgångslängd, slutlängd, längddifferens | m   |
| {\displaystyle A}, {\displaystyle A_{0}}, {\displaystyle A_{1}}, {\displaystyle \Delta A} | Area, utgångsarea, slutarea, areadifferens     | m2  |
| {\displaystyle V}, {\displaystyle V_{0}}, {\displaystyle V_{1}}, {\displaystyle \Delta V} | Volym, utgångsvolym, slutvolym, volymdifferens | m3  |
| {\displaystyle \Delta T}                                                                  | Temperaturdifferens                            | K   |
| {\displaystyle \alpha }                                                                   | Längdutvidgningskoefficient                    | K−1 |
| {\displaystyle \gamma }                                                                   | Volymutvidgningskoefficient                    | K−1 |

## Användning
Principen med termisk expansion hos vätskor används i termometrar. Tidigare användes kvicksilvertermometrar, som har en begränsning att de inte kan visa temperaturer kallare än smältpunkten för kvicksilver (ca -39 °C).  Etanol kan användas, men har på liknande sätt begränsningen att termometern inte kan visa temperaturer över kokpunkten hos etanol (ca 78 °C).
Det faktum att olika metaller har olika längdutvidgningskoefficienter utnyttjas i bimetallfjädrar som används i vissa termometrar, termostater och (tidigare) i blinkreläer.
Principen kan också användas för att montera ringformiga konstruktionselement, till exempel slitring på hjul till järnvägsfordon. Slitringen värms upp, träs på järnvägshjulet och kommer att krympa och fixeras på sin plats när den kallnar.

## Problem
Termisk expansion måste beaktas i mekaniska konstruktioner, särskilt om de är utsatta för stora temperaturväxlingar. De flesta broar måste konstrueras med expansionsfogar som kan ta upp längdförändringar hos konstruktionen. Termisk expansion är också ett problem vid järnvägsbygge, där skenskarvarna traditionellt haft ett mindre mellanrum för att medge expansion. Det är numera vanligt att bygga järnväg med helsvetsade räler, men detta kräver särskilt utförande och stabilitet hos underkonstruktionen för att kunna ta upp expansionskrafterna.
Termisk expansion måste också beaktas vid svetsning, vilket kan orsaka oönskade spänningar eller deformationer.
Vid snabba temperaturförändringar kan föremål av spröda material brista.